# Polnische Zischägge
Die Polnische Zischägge ist eine Schutzwaffe aus Polen. Sie ist eine regionale Variante der als Zischägge bekannten Reiterhelme. 

## Beschreibung
Die Polnische Zischägge besteht in der Regel aus Stahl. Sie ist ähnlich aufgebaut wie der Chichak, jedoch ist der Nackenschutz stärker und der Helm besitzt eher eine runde Kalotte als eine Spitze wie beim Chichak. An den Seiten des Helmes sind Flügel angebracht (Flügelhelm), die den Flügeln von Fledermäusen oder Drachen ähneln. Die Flügel sind mit drei Nieten befestigt, so dass sie bei Verlust oder Beschädigung leicht ausgetauscht werden können. Das Naseneisen, das vorn am Helm sitzt, ist durch eine Schraube gesichert und kann bei Bedarf vor das Gesicht, oder aufwärts geschoben werden. Diese Art der Helme wurde von den polnischen Hussaren (genannt Flügelhussaren) eingesetzt.